# کلاید (اوهایو)
کلاید(به انگلیسی: Clyde) شهری در ایالت اوهایو کشور ایالات متحده آمریکا است که جمعیت آن در سرشماری سال ۲۰۱۰ میلادی، ۶٬۳۲۵ نفر بوده‌است.